# اوگالا

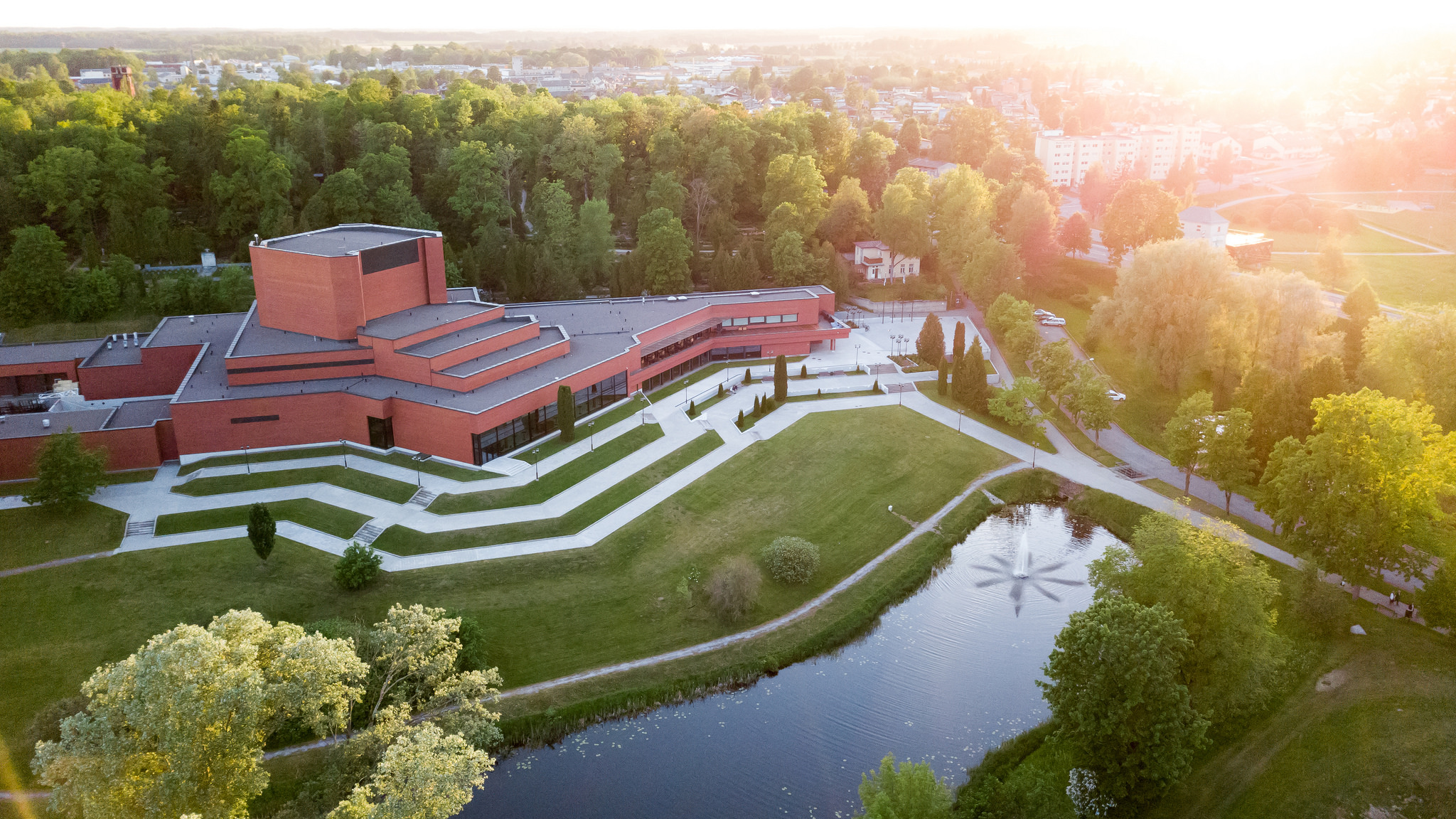
تئاتر اوگالا

اوگالا (استونیایی: Ugala) یک تئاتر در ویلیاندی، استونی است که در سال ۱۹۲۰ میلادی تأسیس شده‌است. سالومه اثر اسکار وایلد اولین نمایش اجرا شده در این تئاتر بوده. این مجموعه دارای دو سالن با ظرفیت ۵۴۰ و ۱۵۵ نفر است.